# Hyposmocoma pittospori
Hyposmocoma pittospori là một loài bướm đêm thuộc họ Cosmopterigidae. Nó là loài đặc hữu của Oahu. Loài địa phương ở Kuliouou.
Ấu trùng ăn Pittosporum. 